# Organic Electronics Saxony

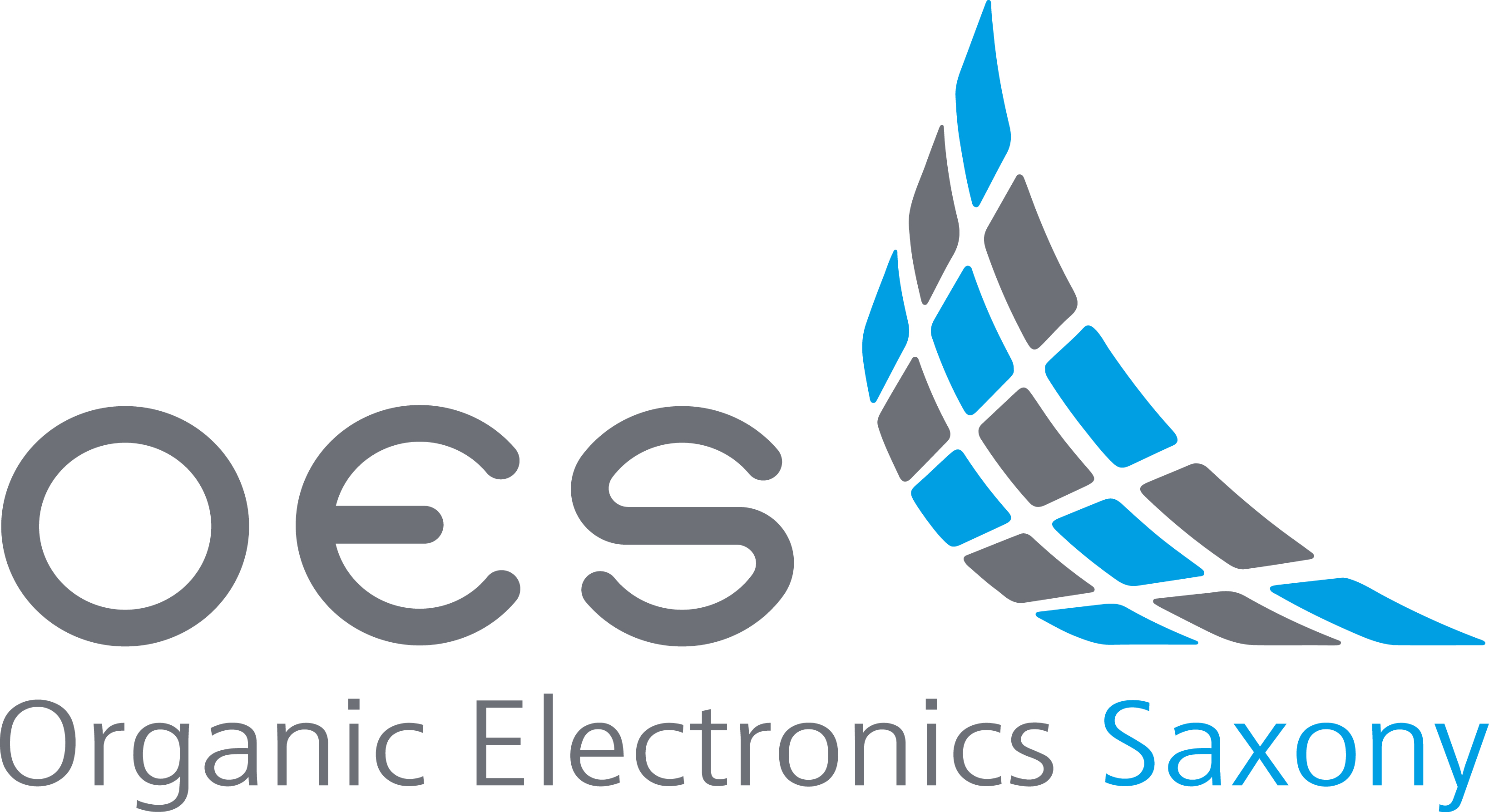
Logo des Innovationsnetzwerks

Organic Electronics Saxony (OES) ist ein Forschungscluster für organische, flexible und gedruckte Elektronik, das als Verein am 6. Oktober 2008 von sieben Unternehmen und drei Forschungsinstituten aus dem Fachbereich Organische Elektronik gegründet wurde. 2015 gehörten über 30 Mitglieder zu dem Netzwerk, das die Interessen sächsischer und mitteldeutscher Unternehmen und Forschungseinrichtungen dieser Technologie vertritt und durch seine Maßnahmen den gezielten Know-how-Transfer von der universitären Grundlagenforschung über Materialentwicklung, Anlagen, Bauelemente und Endprodukten fördert. 

## Nationale und internationale Position
OES versteht sich als Pioneer in der Kompetenz seiner Fachbereiche, dem auch kleine und mittlere Unternehmen angehören. Allein in Dresden wurden 2015 rund 2000 Personen in den von OES vertretenen Fachbereichen beschäftigt.
2011 erhielten die drei Wissenschaftler Karl Leo vom Institut für Angewandte Photophysik Dresden an der TU, Jan Blochwitz-Nimoth von Novaled und Martin Pfeiffer von Heliatek vom Bundespräsidenten den Deutschen Zukunftspreis aus den OES-Netzwerk für ihre Arbeiten zu „Organische Elektronik – mehr Licht und Energie aus hauchdünnen Molekülschichten“.
2013 wurde der OES-Imagefilm auf dem brancheneigenen Kurzfilm-Festival „nanospots“ mit dem 2. Platz ausgezeichnet.
OES ist 2014 vom Bundesministerium für Wirtschaft und Energie (BMWI) im Rahmen der „go-cluster“-Exzellenzmaßnahme als eines der deutschlandweit leistungsfähigsten nationalen Clustermanagement-Organisationen ausgezeichnet worden. OES hat das europäische Bronze-Label von der European Cluster Excellence Initiative (ECEI) für Clustermanagement erhalten.
Seit 2015 zählt OES zu den elf deutschen Gewinnern der BMBF-Initiative Internationalisierung von Spitzenclustern, Zukunftsprojekten und vergleichbaren Netzwerken, bei der mit Unterstützung des Bundes die organische Elektronik im Zusammenspiel mit den weltweit führenden Akteuren aus Großbritannien und Japan in Deutschland kommerzialisiert werden soll.
Im europäischen Kontext ist OES im Rahmen des EU-Projekts COLAE für die Vernetzung und Kommerzialisierung durch die Entwicklung von Demonstratoren verantwortlich. Innerhalb des europäischen LightJumps-Projekts unterstützt OES mit 5 weiteren Photonik-Netzwerken den Technologietransfer und die Investition in OLED-Displays, OLED-Beleuchtung und OLED-Mikrodisplays. Gemeinsam mit 31 weiteren europäischen Hochtechnologieclustern plant OES im beantragten EU-Projekt „EEInnovation“ die Kommerzialisierung neuartiger elektronischer Bauelemente, der sog. „emerging electronic technologies“.
Derzeit bestehen vier enge Kooperationen zu Innovationsnetzwerken in Österreich, Schweiz, Griechenland und Japan. Der Aufbau zu weiteren Entwicklungskooperationen ist im Aufbau.

## OES-Mitglieder
| Industrie | Forschung |
| - 3D-Micromac AG - ACCOMPLAST GmbH - Adenso GmbH - ALLNANO LLC - Contronix GmbH - CreaPhys GmbH - Creavac GmbH - FHR Anlagenbau GmbH - Heliatek GmbH - Heraeus Deutschland GmbH & Co. KG - INURU GmbH - Kurt J. Lesker Company - Novaled GmbH - Plastic Logic Germany - Sempa Systems GmbH - Senorics GmbH - Sunic System Ltd. - SYNTHON Chemicals GmbH & Co. KG - TES Frontdesign GmbH - VON ARDENNE GmbH - WOLFRAM Design/Engineering | - Bauhaus-Universität Weimar - Fraunhofer-Institut für Elektronische Nanosysteme (ENAS) - Fraunhofer-Institut für Organische Elektronik, Elektronenstrahl- und Plasmatechnik (FEP) - Fraunhofer-Institut für Verfahrenstechnik und Verpackung (IVV) - Fraunhofer-Institut für Werkstoff- und Strahltechnik (IWS) - Fraunhofer-Institut für Zuverlässigkeit und Mikrointegration (IZM) - An der Technischen Universität Dresden - Institut für Angewandte Photophysik Dresden (IAPP) - Institut für Aufbau- und Verbindungstechnik der Elektronik (IAVT) - Institut für Halbleiter- und Mikrosystemtechnik (IHM) - InnoProfile - Nachwuchsforschungsgruppe "Organische p-i-n Bauelemente" - Physikalische Chemie (PCTUD) - Leibniz-Institut für Polymerforschung Dresden (IPF) - Institute for Printing, Processing and Packaging (IP3) an der Hochschule für Technik, Wirtschaft und Kultur Leipzig - Institut für Print- und Medientechnik an der TU Chemnitz - Laserinstitut an der Hochschule Mittweida (LHM) |

## Organische Elektronik
Organische Elektronik ist eine jüngere Technologie für organische Solarzellen für Photovoltaik, Beleuchtung, einfache und Matrixanzeigen auf Basis organischer Leuchtdioden (OLEDs), deren Ursprünge in den 1950er Jahren liegen. Herstellungsverfahren für gedruckte Elektronik und organische Halbleiter geben ihren Produkten Eigenschaften wie Biegsamkeit, geringes Gewicht oder Transparenz.